# 桑吉贝格兹·图木尔奥其尔
桑吉贝格兹·图木尔奥其尔（羅馬化：Sanjbegziin Tömör-Ochir；1950年12月24日—）蒙古族，蒙古国后杭爱省人，蒙古政治家，曾任蒙古国国家大呼拉尔主席。

## 生平
图木尔奥其尔生于后杭爱省，1974年自蒙古国立大学数学系毕业。他曾在蒙古国立大学担任教师、教研室主任、副校长等职务。1995年到1996年，任蒙古国科学教育部部长。1996年起，图木尔奥其尔当选为国家大呼拉尔委员，2000年7月当选为国家大呼拉尔蒙古人民革命党议会党团主席，2001年3月当选为蒙古人民革命党领导委员会成员。
2001年10月19日，国家大呼拉尔举行全体会议，一致选举图木尔奥其尔为国家大呼拉尔主席。后来，在2005年前后，图木尔奥其尔正在担任蒙古国教育部副部长。2010年5月，图木尔奥其尔出任蒙古国立大学校长。